# Barton Fink
Barton Fink ist ein Film der Coen-Brüder aus dem Jahr 1991. Der Film ist der bislang einzige, dem es gelungen ist, alle drei Hauptpreise (Goldene Palme, Regie, Darsteller) des Filmfestivals von Cannes zu gewinnen.

## Handlung
New York, 1941: Der junge, naiv-idealistische Autor Barton Fink hat seinen ersten Bühnenerfolg am Broadway und wird von der Presse für seine treffende Darstellung des Kleine-Leute-Milieus gelobt, was auch im fernen Hollywood vernommen wird, von wo er ein lukratives Angebot von „Capitol Pictures“ erhält. Zunächst eher widerwillig, dann aber angelockt durch das großzügige Honorar, tritt er seine Reise an die Westküste an. Auf eigenen Wunsch wird er in dem schäbigen Hotel „Earle“ untergebracht, das menschenleer wirkt. Nur die Schuhe vor den Zimmertüren der langen Hotelflure deuten an, dass er nicht alleine ist. Der Hotelpage Chet und ein greisenhaft unbeweglicher Liftführer scheinen die einzigen Bediensteten zu sein. Die Tristesse setzt sich fort in einem farblos gespenstischen Interieur der hellhörigen Zimmer. Unter der schwülen Hitze lösen sich Tapeten schmatzend von den Wänden, die Fenster lassen sich nicht öffnen und Moskitos fallen zur Last.
Bei einem ersten, oberflächlichen Treffen mit dem aufgedreht herrischen Film-Mogul Jack Lipnick und dessen unterwürfigem Adlatus Lou Breeze erfährt Fink, dass man von ihm „Großes erwartet“, das „Barton-Fink-Gefühl“ in Form eines Skripts zu einem trivialen „Catcher-Film“. Er bleibt weitgehend sprach- und ratlos. Apathisch vor seiner Schreibmaschine sitzend richtet er seinen Blick immer wieder auf eine farbige Fotografie an der Hotelzimmerwand: Eine Schönheit im Badeanzug sitzt am Strand und blickt in die Ferne. Fink wirkt wie hypnotisiert. Er hört das Rauschen des Meeres, aber auch teils klagende, teils lachende, ihn in seiner Konzentration störende Geräusche aus dem Nebenzimmer. Charlie Meadows, ein grobschlächtiger und gutmütiger Berg von einem Mann, entschuldigt sich umgehend und stellt sich als Versicherungsvertreter vor, der „ein wenig Seelenfrieden“ vornehmlich an weibliche Kunden verkaufe. Die beiden Männer könnten unterschiedlicher nicht sein, doch ihre Einsamkeit verbindet sie. Meadows zeigt sich beeindruckt von Finks beruflicher Tätigkeit. Dieser wiederum ist begeistert von Meadows, für den er sich zwar nicht wirklich interessiert, den er jedoch für einen typischen Repräsentanten des Milieus hält, des zentralen Themas in seinem bisherigen Werk.
Auf der Herrentoilette des Filmstudios lernt er den ehemals sehr erfolgreichen und bewunderten Drehbuchautor „Bill“ W. P. Mayhew kennen. Als Fink diesen um ein paar Tipps für seinen Entwurf eines Catcher-Films bittet, wird er für den nächsten Tag in dessen Autorenhaus eingeladen. Dort wird er von dessen Assistentin und Geliebter Audrey Taylor freundlich empfangen, jedoch nicht vorgelassen, da der betrunkene Mayhew, wie im Hintergrund zu hören ist, gerade einen seiner Tobsuchtsanfälle hat. Bei einem späteren Treffen offenbart sich Mayhew als desillusionierter und zynischer Alkoholiker, der Fink weder helfen kann noch will. Als er erneut angetrunken Audrey ohrfeigt, schlägt Finks Verehrung – er fühlt sich zu der hübschen Frau hingezogen – endgültig in Verachtung um.
Meadows informiert den sichtlich getroffenen Fink darüber, dass er für ein paar Tage nach New York reisen müsse. Fink gibt ihm bereitwillig die Adresse seiner Familie, an die er sich in der fremden Stadt „für eine warme Suppe“ wenden könne.
Von einem Treffen mit dem arroganten Produzenten Ben Geisler verspricht sich der Autor schließlich Hilfe. Doch als dieser hört, dass Fink eine Schreibhemmung habe und das Skript noch gar nicht begonnen hat, gerät er in Rage und setzt Fink zusätzlich unter Druck; bis zum nächsten Morgen müsse er Lipnick die Story zumindest in groben Zügen erzählen können.
In der folgenden schlaflosen Nacht ruft er in seiner Verzweiflung Audrey an. Diese schleicht sich zu ihm, um ihm ein paar simple dramaturgische Tipps für sein Drehbuch zu geben. Außerdem lässt sie durchblicken, dass sie selbst die eigentliche Autorin von Mayhews Werken sei. Sie verbringen die Nacht miteinander.
Am Morgen wacht Fink schweißgebadet auf. Neben ihm liegt die leblose Audrey, nackt und blutüberströmt. Meadows, der auf Finks Schreien und Bitten hin herbeieilt, bietet ihm seine Hilfe an und hält ihn davon ab, die Polizei zu informieren. Er erklärt sich bereit, alles zu erledigen. Der Autor ist dem Zusammenbruch nahe. Es ist kurz vor 8 Uhr; sein Termin bei Lipnick naht.
Dieser heißt ihn an seinem Pool herzlichst willkommen. Als Fink umständlich nach Ausflüchten und Erklärungen sucht, erinnert ihn Breeze – offenbar im Einvernehmen mit seinem Chef – unmissverständlich an seine Pflichten und droht ihm mit Entlassung. Lipnick allerdings scheint mit diesem Vorgehen gar nicht einverstanden. Erbost demütigt er Breeze und setzt ihn vor die Tür. Niemand dürfe seinem Schützling drohen, schmeichelt Lipnick und küsst dem völlig verdutzten Fink die Schuhe.
Meadows verabschiedet sich von dem verzweifelten Autor und bittet ihn noch, auf einen kleinen Karton aufzupassen, in dem alles enthalten sei, was ihm etwas bedeute. Der Karton möge ihm als Inspiration für seine Geschichte dienen.
In der Hotelhalle offenbaren ihm zwei sarkastische Kriminalbeamte, dass sein Nachbar in Wahrheit der gesuchte Serienmörder Carl Mundt („Mörder-Mundt“) sei, der seine Opfer erschieße und anschließend enthaupte.
Zurück auf seinem Zimmer setzt er sich an seine Schreibmaschine – den Karton vor sich, das Strandfoto darüber – und schreibt die Story „Der Stämmige“ in einem Stück herunter. Völlig ausgelassen und überdreht feiert er das Ende seiner Schreibhemmung auf einer wilden Tanzveranstaltung der United Service Organizations, wo er durch sein arrogantes Auftreten („Ich bin Autor. Ich bin kreativ!“) eine Schlägerei zwischen Soldaten und Matrosen provoziert.
In seinem Zimmer trifft er erneut auf die beiden Polizisten, die soeben sein Manuskript gelesen haben und ihn auf seine noch von Audreys Blut getränkte Matratze aufmerksam machen. Sie beschuldigen Fink der Mittäterschaft bei den Morden an Mayhew und dessen Sekretärin, die Fink ja offenbar gekannt habe. Dieser spürt, dass Mundt zurück ist („Warum ist es nur so heiß hier?“), und warnt die Polizisten. Sie fesseln ihn mit einer Handschelle ans Bett und erwarten den Gesuchten. Der tritt ihnen wenig später am Ende des langen Hotelkorridors entgegen und erschießt beide mit einer Schrotflinte, während der Flur hinter ihm in Flammen aufgeht. Mit einem Kraftakt befreit Mundt Fink aus seiner Lage und rechtfertigt vor ihm sein Handeln; denn schließlich befreie er seine Opfer von ihren Leiden. Fink sei nur ein „Tourist mit einer Schreibmaschine“; er aber müsse an diesem Ort leben. Mit einem süffisanten Lächeln verabschiedet sich Mundt in sein brennendes Zimmer, lässt Fink aber noch wissen, dass er dessen Familie in New York aufgesucht habe („nette Leute“) und der Karton, den er bei Fink zurückgelassen habe, ihm gar nicht gehöre.
Lipnick empfängt Fink in einer Phantasieuniform und Breeze an seiner Seite sichtlich missgestimmt ein letztes Mal. Der Film werde verschoben, da er in den Krieg müsse. Finks Skript sei „kalter Kaffee“. Er stehe dennoch weiter unter Vertrag; aber nichts, was er schreibe, werde je veröffentlicht. Fink versucht telefonisch seine Familie in New York zu erreichen, kommt aber nicht durch.
Er geht zum Strand, setzt sich in den Sand, neben sich den mysteriösen Karton. Eine schöne Frau im Badeanzug nähert sich. Er behauptet, sie schon einmal gesehen zu haben. Sie fragt ihn, was in dem Karton sei und ob der Karton ihm gehöre. Fink antwortet jeweils, er wisse es nicht. Sie lächelt, setzt sich in den Sand, dreht ihm den Rücken zu, den Blick aufs Meer gerichtet, und nimmt so die Position der Unbekannten auf dem Hotelzimmerfoto ein.

## Kritik
Barton Fink gilt als eine der zynischsten Abrechnungen mit der Skrupellosigkeit der kommerzorientierten Filmbranche (insbesondere Hollywood).

„Eine rabenschwarze Komödie, als filmische Achterbahnfahrt inszeniert, die dem Zuschauer den festen Boden unter den Füßen zu entziehen versucht. Perfektes Unterhaltungskino mit glänzenden Darstellern und beeindruckenden visuellen Effekten.“

Auch Die Zeit lobte 1991 in ihrer Rezension die Virtuosität der beiden Regisseure von Barton Fink. Die Melodie des Hollywood-Mythos werde hier zu Ende gespielt; Barton Fink sei kein „Film der mittleren Temperaturen, sondern ein kaltes Fieber, eine Fata Morgana aus Bildern und Tönen, ein manieristischer Exzeß“.

## Auszeichnungen
Der Film ist der bislang einzige Film, dem es gelungen ist, alle drei Hauptpreise (Goldene Palme, Regie, Darsteller) des Filmfestivals von Cannes zu gewinnen, und zwar bei den Festspielen 1991.
Hinzu kommen weitere Auszeichnungen der internationalen Filmkritik, insbesondere für Kameramann Roger Deakins, der für seine Leistung Preise des London Critics Circle, der Los Angeles Film Critics Association, der National Society of Film Critics sowie des New York Film Critics Circle erhielt.
Nebendarstellerin Judy Davis wurde ebenfalls vom New York Film Critics Circle ausgezeichnet. Sie erhielt vom London Critics Circle einen Preis als Actress of the Year (auch für ihre Leistung in Naked Lunch – Nackter Rausch und Ehemänner und Ehefrauen).
Hauptdarsteller John Turturro gewann einen David di Donatello als bester ausländischer Darsteller und Michael Lerner wurde als bester Nebendarsteller mit dem Preis der Los Angeles Film Critics Association ausgezeichnet, außerdem erhielt der Film für seine Sound-Effekte den Golden Reel Award der Motion Picture Sound Editors.
Darüber hinaus war Barton Fink in drei Kategorien (Bestes Szenenbild, Bestes Kostümdesign und Michael Lerner als Bester Nebendarsteller) für einen Oscar nominiert, John Goodman erhielt (ebenfalls als bester Nebendarsteller) eine Golden-Globe-Nominierung.

## Reale Vorbilder
Einige der handelnden Personen sind realen Vorbildern nachempfunden, auch optisch. So bestehen Ähnlichkeiten zwischen dem Bühnen- und Drehbuchautor Clifford Odets und Barton Fink oder dem Schriftsteller und Nobelpreisträger William Faulkner und W. P. Mayhew. Auch gibt es Parallelen bei Film-Mogul Jack Lipnick und dem ebenfalls aus Weißrussland stammenden Louis B. Mayer sowie David O. Selznick.

## Deutsche Fassungen
Der Film wurde zweimal deutsch synchronisiert. Die erste Fassung entstand für die Kinoauswertung bei der Magma Synchron GmbH in Berlin. Für das Buch und die Dialoge war Joachim Kunzendorf verantwortlich. Die zweite Fassung entstand 2004 im Rahmen der DVD-Veröffentlichung auf der Basis des alten Dialogbuches in München.
| Charakter       | Darsteller     | Stimme Kinofassung   | Stimme DVD-Fassung    |
| --------------- | -------------- | -------------------- | --------------------- |
| Barton Fink     | John Turturro  | Benjamin Völz        | Dietmar Wunder        |
| Charlie Meadows | John Goodman   | Rainer Basedow       | Hartmut Neugebauer    |
| Audrey Taylor   | Judy Davis     | Gertie Honeck        | Susanne von Medvey    |
| Jack Lipnick    | Michael Lerner | Klaus Sonnenschein   | Norbert Gastell       |
| W.P. Mayhew     | John Mahoney   | Eric Vaessen         | Klaus Höhne           |
| Ben Geisler     | Tony Shalhoub  | Michael Telloke      | Pierre Peters-Arnolds |
| Lou Breeze      | Jon Polito     | Helmut Müller-Lankow | Hans-Rainer Müller    |
| Chet            | Steve Buscemi  | Santiago Ziesmer     | Benedikt Weber        |
| Clapper Boy     | Max Grodénchik | Sven Plate           | Tobias Lelle          |